# Покои настоятеля с Ильинской церковью (Новгород-Северский)
Покои настоятеля с Ильинской церковью — памятник архитектуры национального значения в Новгород-Северском. Сейчас здесь размещаются экспозиции историко-культурного музея-заповедника «Слово о полку Игореве».

## История
Постановлением Кабинета Министров УССР от 24.08.1963 № 970 «Про упорядочение дела учёта и охраны памятников архитектуры на территории Украинской ССР» («Про впорядкування справи обліку та охорони пам'ятників архітектури на території Української РСР») присвоен статус памятник архитектуры национального значения с охранным № 850/4 под названием Покои настоятеля с Ильинской церковью.
Установлена информационная доска.

## Описание
Входит в комплекс Спасо-Преображенского монастыря и музея-заповедника «Слово о полку Игореве».
Покои настоятеля с Ильинской церковью — оригинальный памятник ранней каменной гражданской (жилой) архитектуры XVII века, не имеющий аналогов. Здание сохранилось в исконной форме. 
«Покои настоятеля» были возведены во 2-й половине XVI века. Здание представляло собой двухэтажный, вытянутый по оси запад-восток кирпичный корпус с ризалитами по центру северного и западного фасадов. По периметру первого этажа здание опоясывала кирпичная галерея, на крестовых сводах которой в уровне второго этажа располагалось открытое гульбище (терраса).
В XVII веке северо-восточнее покоев был построен одноэтажный «корпус на погребах», а в конце XVIII века был надстроен второй этаж.
Корпус покоев преобразован вследствие достроек: в 1787 году с востока пристроена Ильинская церковь и построен двухэтажный кирпичный переход, соединяющий покои настоятеля, корпус на погребах и церковь; в конце XVIII века с запада пристроен двухэтажный объём; в XIX веке были объединены в единое сложное в плане здание.
«Ильинская церковь» — однонефная, одноапсидная, двухцветная, с плоскими чердачными перекрытиями по деревянным балкам.
Двухэтажное, Н-образное в плане здание, опоясывает с трёх сторон галерея, с востока примыкает южный неф Ильинской церкви. Ризалиты южного фасада основного нефа гранёные, над которым подносится шатёр, а северного — прямоугольные в плане. Фасады гладкие, декор частично утрачен. Помещения первого и второго этажей в этой части здания, включая ризалиты, перекрыты полуциркульными сводами с распалубками над оконными и дверными проёмами. Оконные проёмы прямоугольные (арочные оконные проёмы древнего ядра растёсаны).
К северному нефу Ильинской церкви примыкает корпус на погребах. Интерьер первого этажа — одностолпная палата, перекрытая крестовыми сводами. На глубине свыше 5 метров под корпусом расположены погреба — система облицованных кирпичом подземных сооружений с залом, небольшими помещениями и ходом-галереей, которая ведёт глубоко под землю в сторону Десны.
Во время Великой Отечественной войны памятник сильно пострадал. Были проведены ремонтно-реконструкционные работы. Сейчас здесь размещается экспозиции музея-заповедника «Слово о полку Игореве».